# Pseudotsuga
Pour les articles homonymes, voir Douglas.
Genre
Classification phylogénétique
Pseudotsuga est un genre d'arbres conifères de la famille des Pinaceae dont le nombre d'espèces à considérer est toujours débattu. Ils se répartissent naturellement en Amérique du Nord et en Asie de l'Est.
L'espèce la plus connue et la plus grande, Pseudotsuga menziesii, appelé en français « douglas », est originaire d'une vaste partie de l'ouest de l'Amérique du Nord et a aussi été largement introduite en Europe et dans d'autres régions du Monde.
Le genre était aussi présent en Europe durant l'ère Tertiaire mais y a disparu durant le Pléistocène, comme beaucoup d'autres genres de conifères disparus d'Europe assez récemment (à l'échelle de l'évolution du vivant) à cause des glaciations.

## Histoire, généralités
En France, la principale espèce de Pseudotsuga est Pseudotsuga menziesii également appelé « douglas », « pin d'Oregon » (en Amérique du Nord) ou encore « sapin de Douglas » (du nom du botaniste américain David Douglas) ou « douglasii ». Cependant, les autres espèces sont aussi parfois appelées « douglas ».
Pseudotsuga menziesii a été introduit en Europe occidentale au XIXe siècle et y est abondamment planté depuis les dernières décennies du XXe siècle, notamment dans les moyennes montagnes de France (Massif central, Morvan, Vosges, etc.), mais aussi dans les îles Britanniques, en Allemagne, en Italie (dans les Apennins), en Belgique (Ardenne belge et Flandre), aux Pays-Bas, au Danemark, en Tchéquie, en Roumanie, etc. Il concurrence de plus en plus l'épicéa en sylviculture de basse et moyenne altitude et dans le marché du bois.

## Usages alimentaires
Selon l'ethnobotaniste François Couplan, cette espèce a un feuillage dégageant une odeur fruitée (« fruit de la passion, avec nuance d’agrumes et de résine »), qui leur donne un intérêt dans la fabrication de sirops et sorbet.

## Liste d'espèces
Le nombre d'espèces considéré varie selon les classifications. Les trois espèces chinoises ci-dessous sont parfois considérées comme des variétés de la même espèce, et l'espèce mexicaine comme une variété de Pseudotsuga menziesii var. glauca.

### en Amérique du Nord
- Pseudotsuga macrocarpa (Vasey) Mayr – bigcone Douglas-fir - sud de la Californie
- Pseudotsuga menziesii (Mirb.) Franco - vaste répartition dans l'ouest de l'Amérique du Nord
  - Pseudotsuga menziesii var. glauca (Beissn.) Franco – intérieur du continent
  - Pseudotsuga menziesii var. menziesii – régions côtières du Pacifique
- Pseudotsuga lindleyana (Roezl) Carrière – montagnes du Mexique

### en Asie
- Pseudotsuga brevifolia W.C.Cheng & L.K.Fu – Chine
- Pseudotsuga forrestii Craib – Chine (Yunnan)
- Pseudotsuga japonica (Shiras.) Beissn. – Japon
- Pseudotsuga sinensis Dode – Chine et Taïwan
  - Pseudotsuga sinensis var. sinensis - Chine
  - Pseudotsuga sinensis var. wilsoniana – Taïwan